# Camps-sur-l’Agly
Camps-sur-l’Agly (okzitanisch Camps) ist eine französische Gemeinde mit 61 Einwohnern (Stand 1. Januar 2022) im Département Aude in der Region Okzitanien (vor 2016 Languedoc-Roussillon). Die Gemeinde gehört zum Arrondissement Limoux und zum Kanton La Haute-Vallée de l’Aude. Die Einwohner werden Campois genannt.

## Geografie
Camps-sur-l’Agly liegt etwa 45 Kilometer südsüdöstlich von Carcassonne. Das Gemeindegebiet ist Teil des Regionalen Naturparks Corbières-Fenouillèdes. Umgeben wird Camps-sur-l’Agly von den Nachbargemeinden Fourtou im Norden, Cubières-sur-Cinoble im Osten, Prugnanes im Süden, Caudiès-de-Fenouillèdes im Südwesten sowie Bugarach im Westen.

## Bevölkerungsentwicklung
| Jahr      | 1962 | 1968 | 1975 | 1982 | 1990 | 1999 | 2006 | 2013 | 2019 |
| --------- | ---- | ---- | ---- | ---- | ---- | ---- | ---- | ---- | ---- |
| Einwohner | 60   | 38   | 37   | 46   | 56   | 60   | 80   | 61   | 53   |

## Sehenswürdigkeiten
- Kirche Notre-Dame-de-l’Assomption